# Joseph-Narcisse Cardinal
Pour les articles homonymes, voir Cardinal.
Joseph-Narcisse Cardinal, né le 8 février 1808 à Saint-Constant et mort le 21 décembre 1838 à Montréal, est un notaire et homme politique bas-canadien. Lors de la Rébellion des Patriotes, il est à la tête du soulèvement du comté de Laprairie.

## Biographie
Né à Saint-Constant,  fils de Joseph Cardinal, marchant de Montréal, il avait étudié au Petit Séminaire de Montréal. Il déménagea à Châteauguay avec sa famille, fut reçu là comme notaire et exerça sa profession en 1829. Il fut administrateur scolaire de 1829 à 1832. En 1831, il se maria à Eugénie, fille de Bernard Saint-Germain, interprète du Département amérindien. Ses parents et un de ses frères moururent lors d'une épidémie de choléra en 1832. Cardinal servit dans la milice locale, devenant capitaine en 1834.
La même année, on l'élit à l'Assemblée législative du Bas-Canada pour le Comté de Laprairie, comme  supporter du parti patriote. En 1837, il démissionne de sa position dans la milice et devient un des chefs Patriote dans le comté. Cardinal, d'abord, n'a pas pris part à la rébellion armée, mais a fui à New York après que ses adversaires politiques eurent menacé de le livrer aux autorités en raison de son soutien au mouvement Patriote. Il revient au pays en 1838 et devient membre de l'Association des frères chasseurs. Il est chef dans l'armée Patriote à Châteauguay lors de la rébellion de 1838. Il sera capturé plus tard à Kahnawake.
Considéré comme l'un des chefs de la rébellion de Châteauguay, Cardinal et trois autres patriotes dont Léandre Ducharme, sont condamnés à mort pour crime de haute trahison avec recommandation pour clémence exécutive. Cardinal et Joseph Duquet furent pendus  à la prison du Pied-du-Courant en décembre 1838. On l'inhuma dans le vieux cimetière Catholique de Montréal. En 1858, son corps fut translaté au cimetière Notre-Dame-des-Neiges et enseveli sous un monument consacré aux Patriotes de 1837-1838.